# Henrik Gerner (skeppskonstruktör)
Henrik Gerner, född den 4 juli 1741, död den 26 december 1787, var en dansk skeppsbyggare och sjömilitär, sonsons son till biskop Henrik Gerner.  
Gerner var sedan 1772 verkmästare vid Holmen (kungliga örlogsvarvet i Köpenhamn). Under hans ledning byggdes 25 större och 10 mindre krigsfartyg, de bästa Danmark någonsin hade haft. Gerner blev även mycket berömd för uppfinningen (1784) av ett pumpverk för tömmandet av örlogsdockan.